# 巨眶燈魚
巨眶灯鱼（学名：Diaphus gigas）为輻鰭魚綱燈籠魚目灯笼鱼科的其中一種，分布於北太平洋的亞熱帶及溫帶海域，屬深海魚類，棲息深度可達100-500公尺，體長可達6公分。

## 扩展阅读
維基物種上的相關：巨眶灯鱼